# Kruszyna (powiat słupski)
Kruszyna (kaszb. Kruzë lub Krëzë, niem. Krussen) – wieś w Polsce położona w województwie pomorskim, w powiecie słupskim, w gminie Kobylnica.
W latach 1954–1971 wieś należała i była siedzibą władz gromady Kruszynek, po jej zniesieniu w gromadzie Kobylnica. W latach 1975–1998 miejscowość administracyjnie należała do województwa słupskiego.

## Nazwa
Nazwa miejscowości jest tzw. chrztem nazewniczym i stanowi adaptację fonetyczną pierwotnej nazwy niemieckiej Krussen o nieznanej etymologii, z adideacją do nazwy pospolitej kruszyna „krzew gatunku Frangula”, mając tym samym charakter pseudotopograficzny. 
Rada Języka Kaszubskiego proponuje opartą na polskiej kaszubską formę nazwy Krëszëna.